# محكمة خاصة

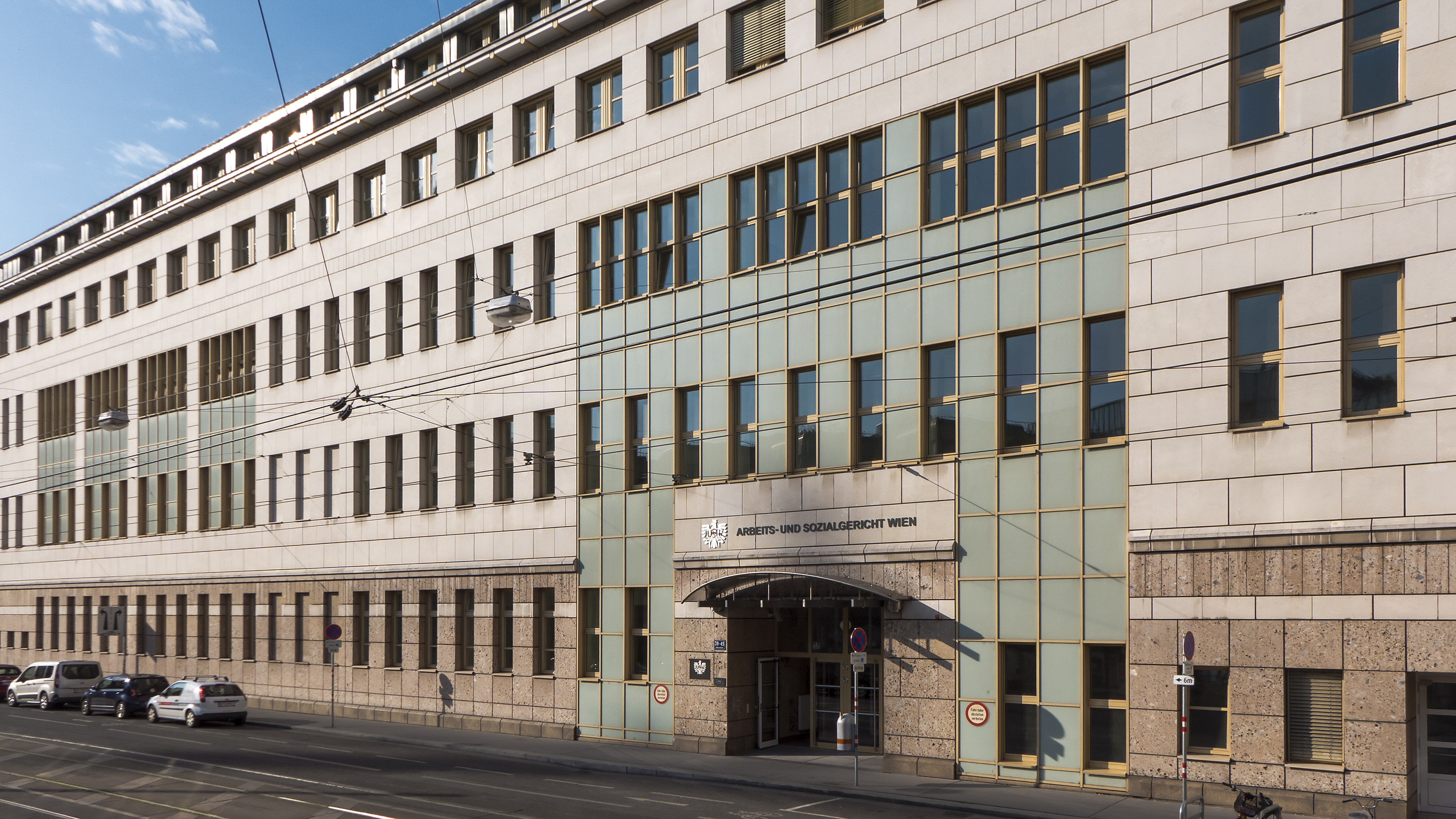
محكمة العمل والشؤون الاجتماعية في فيينا - المنطقة التاسعة

للحصول على معلومات عن المحاكم البولندية في الحرب العالمية الثانية، انظر المحاكم الخاصة. للحصول على معلومات عن المحاكم النازية الخاصة خلال الفترة نفسها، انظر المحاكم الخاصة (باللغة الألمانية Sondergerichte).
إن المحكمة الخاصة هي محكمة ذات سلطة قضائية محدودة، تتعامل مع مجال معين من القانون بدلاً من اختصاص إقليمي معين.

## المحاكم الخاصة حسب الدولة

### الولايات المتحدة
في الولايات المتحدة، يمكن أن تتعامل المحاكم الخاصة مع كل من النزاعات المدنية والجنائية. وتتضمن الأشكال الشائعة من المحاكم الخاصة "محاكم المخدرات" و"محاكم الأسرة" و"محاكم المرور. وفي عام 2008، تم إنشاء أول محكمة للمحاربين القدامى. ومن هذه المحاكم الأقدم، عادة ما تكون محاكم المادة الأولى، هي محكمة الاستئناف للقوات المسلحة التي تأسست عام 1951 والتي تعمل بمثابة محكمة استئناف للجرائم العسكرية.

### الصين
يتضمن ركن من أركان السلطة القضائية في جمهورية الصين الشعبية محاكم السلطة القضائية الخاصة، وتشمل المسائل المتعلقة بنظام السكك الحديدية العسكري الوطني والنزاعات البحرية.

### المملكة المتحدة
يشمل القضاء في إنجلترا وويلز المحاكم الخاصة المكلفة بالنظر في القضايا المتعلقة بمخالفات المرور البسيطة.